# Annibale Maria Di Francia
Annibale Maria Di Francia, R.C.I. (5. července 1851, Messina – 1. června 1927, tamtéž) byl italský římskokatolický kněz a řeholník, zakladatel kongregace Dcer božské horlivosti a kongregace Rogacionistů Srdce Ježíšova, které byl sám členem. Katolická církev jej uctívá jako světce.

## Život

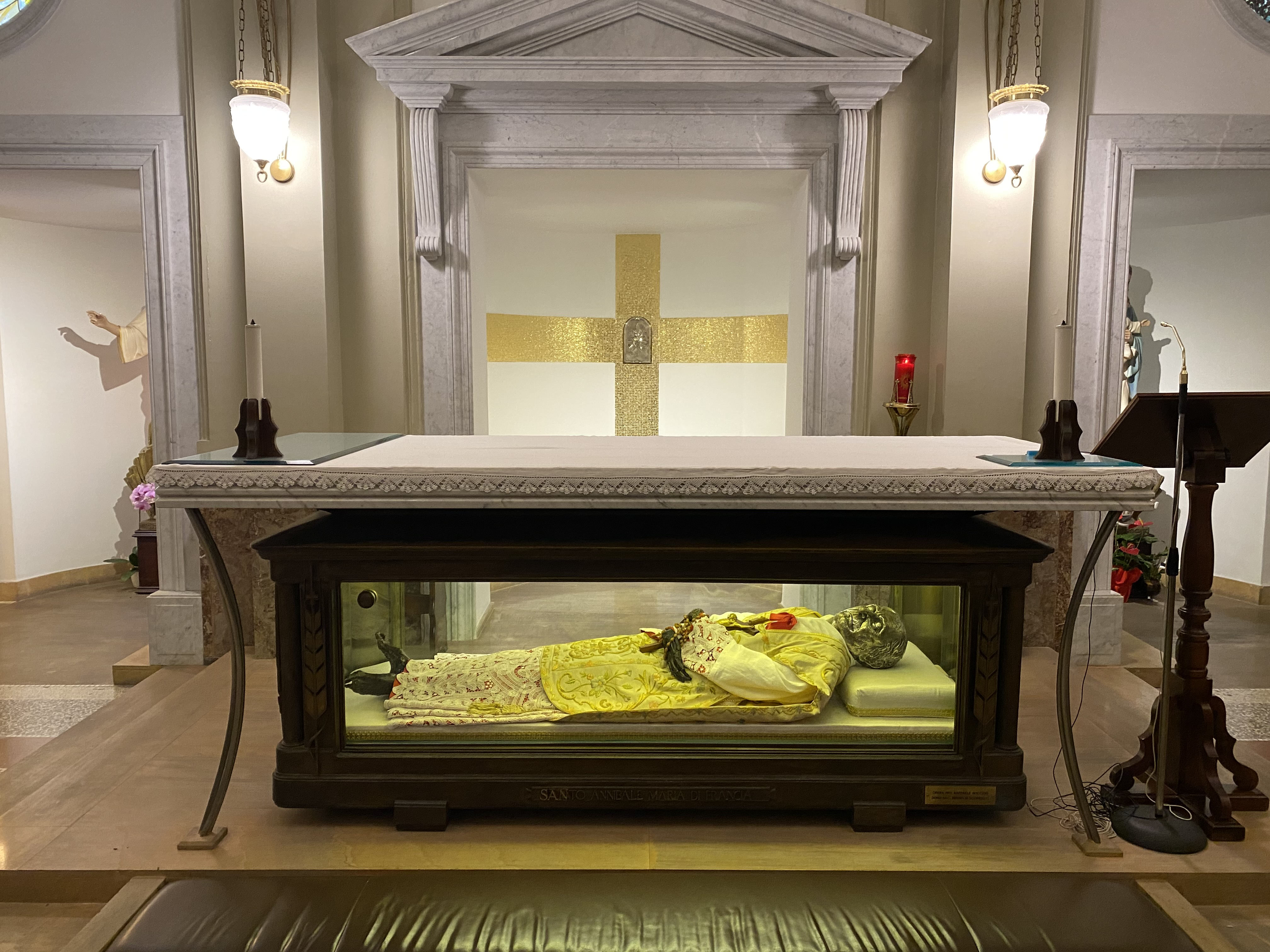
Jeho ostatky v bazilice Sant'Antonio di Padova v Messině

Narodil se dne 5. července 1851 v Messině jako třetí ze čtyř dětí. Jeho otec Francesco, který zemřel když mu bylo pouhých patnáct měsíců, byl rytířem markýzů svaté Kateřiny z Jonia, papežským vicekonzulem a čestným kapitánem námořnictva. Jeho matka Anna Toscano byla členkou šlechtického rodu markýzů z Montanara. Jeho bratr Francesco Maria Di Francia byl roku 2019 prohlášen za ctihodného. V dětství studoval na cisterciácké koleji v Messině. Měl velkou touhu po eucharistii a bylo mu dovoleno přijímat svaté přijímání každý den, což nebylo v té době obvyklé.
V mládí se věnoval charitativní činnosti. Měl velkou úctu k Panně Marii Karmelské. Rozhodl se stát knězem a věnoval se studiu teologie. Po absolvování formace byl dne 16. března 1878 v kostele Spirito Santo vysvěcen na kněze.
Po vysvěcení se věnoval evangelizaci a péči o chudé, což se stalo jeho životním apoštolátem. Založil mnohé charitativní instituce, jako např. večerní školu pro chlapce nebo dívčí a chlapecký sirotčinec. V průběhu let otevřel další sirotčince a dobročinné instituce i v dalších městech.
Založil mužskou řeholní kongregaci Rogacionistů Srdce Ježíšova, do které poté sám vstoupil. Dne 18. března 1887 založil také její ženskou větev, kongregaci Dcer božské horlivosti. Jím založené řeholní instituce mají za cíl péči o chudé a potřebné.
Zemřel v pověsti svatosti dne 1. června 1927 v Messině. Jeho ostatky jsou uchovávány v bazilice Sant'Antonio di Padova v Messině.

## Úcta
Jeho beatifikační proces započal dne 19. ledna 1979, čímž obdržel titul služebník Boží. Dne 21. prosince 1989 jej papež sv. Jan Pavel II. podepsáním dekretu o jeho hrdinských ctnostech prohlásil za ctihodného. Dne 12. září 1990 byl uznán první zázrak na jeho přímluvu, potřebný pro jeho blahořečení.
Blahořečen pak byl dne 7. října 1990 na Svatopetrském náměstí papežem sv. Janem Pavlem II. Dne 22. ledna 2004 byl uznán druhý zázrak na jeho přímluvu, potřebný pro jeho svatořečení. Svatořečen pak byl dne 16. května 2004 na Svatopetrském náměstí papežem sv. Janem Pavlem II.
Jeho památka je připomínána 1. června. Bývá zobrazován v kněžském oděvu.